# Herrán (kommun)
Herrán är en kommun i Colombia.   Den ligger i departementet Norte de Santander, i den norra delen av landet, 400 km nordost om huvudstaden Bogotá. Antalet invånare är 4 501.